# 伯井美徳
伯井 美徳（はくい よしのり、1962年（昭和37年）12月13日 - ）は、日本の文部科学官僚。大阪府出身。大学入試センター副所長、文部科学省大臣官房文部科学戦略官等を経て、2021年（令和3年）より、文部科学省初等中等教育局長。2022年（令和4年）より、文部科学審議官。

## 人物・経歴
兵庫県神戸市生まれ。大阪府松原市出身。大阪府立富田林高等学校を経て、神戸大学法学部卒業後、1985年文部省入省。2003年横浜市教育委員会教育長に就任。その後、文部科学省初等中等教育局主任視学官を経て、2007年文部科学省初等中等教育局教科書課長。2010年文部科学省初等中等教育局財務課長。2013年文部科学省大臣官房人事課長。2014年文部科学省大臣官房審議官（初等中等教育局担当）。
2015年文部科学省大臣官房審議官（高大接続・初等中等教育担当）に就任。第2次安倍内閣の教育再生実行会議による提言を受け、大学入学共通テスト導入等の大学入試改革を推し進めた。
独立行政法人大学入試センター理事・副所長を経て、2018年から文部科学省大臣官房文部科学戦略官や内閣官房人生100年時代構想推進室次長として高等教育無償化政策を担当した。2019年文部科学省高等教育局長に昇格。2021年文部科学省初等中等教育局長。2022年文部科学審議官。2023年M&Company顧問、教育出版教育研究所研究員、成城学園アドバイザー。

## 賞罰
- 2017年、文部科学省天下り問題で減給10分の2 (9ヶ月) の懲戒処分を受けた[14]。

## 著書
- 『2020年度大学入試改革！ 新テストのすべてがわかる本』（大杉住子大学入試センター審議役と共著) 教育開発研究所 2017年